# Szermierka na Igrzyskach Azjatyckich 2018
Szermierka na Igrzyskach Azjatyckich 2018 – jedna z dyscyplin rozgrywana podczas igrzysk azjatyckich w Dżakarcie i Palembangu. Zawody odbyły się w dniach 19 –24 sierpnia w Jakarta Convention Center w stolicy Indonezji. Do rywalizacji w dwunastu konkurencjach przystąpiło 287 zawodników z 26 państw.

## Uczestnicy
W zawodach wzięło udział 287 zawodników z 26 państw.
| Reprezentacja                | Liczba zawodników |
| ---------------------------- | ----------------- |
| Chiny                        | 24                |
| Chińskie Tajpej              | 8                 |
| Filipiny                     | 8                 |
| Hongkong                     | 24                |
| Indie                        | 4                 |
| Indonezja                    | 24                |
| Iran                         | 11                |
| Japonia                      | 25                |
| Kambodża                     | 3                 |
| Katar                        | 12                |
| Kazachstan                   | 17                |
| Kirgistan                    | 5                 |
| Korea Południowa             | 24                |
| Kuwejt                       | 1                 |
| Liban                        | 4                 |
| Makau                        | 5                 |
| Malezja                      | 8                 |
| Mongolia                     | 9                 |
| Nepal                        | 8                 |
| Pakistan                     | 4                 |
| Singapur                     | 13                |
| Tajlandia                    | 18                |
| Uzbekistan                   | 4                 |
| Wietnam                      | 16                |
| Zjednoczone Emiraty Arabskie | 8                 |
| 26 reprezentacji             | 287               |

## Medaliści
| Konkurencja         | Złoto                                                                      | Srebro                                                                      | Brąz |           |
| Mężczyźni           | Mężczyźni                                                                  | Mężczyźni                                                                   | Mężczyźni | Mężczyźni |
| ------------------- | -------------------------------------------------------------------------- | --------------------------------------------------------------------------- | --- | --------- |
| Floret indywidualny | Huang Mengkai                                                              | Nicholas Edward Choi                                                        | Son Young-ki                                                                                                 | [ 3 ]     |
| Floret indywidualny | Huang Mengkai                                                              | Nicholas Edward Choi                                                        | Cheung Ka Long                                                                                               | [ 3 ]     |
| Szpada indywidualna | Dmitrij Aleksanin                                                          | Park Sang-young                                                             | Kōki Kanō | [ 4 ]     |
| Szpada indywidualna | Dmitrij Aleksanin                                                          | Park Sang-young                                                             | Jung Jin-sun                                                                                                 | [ 4 ]     |
| Szabla indywidualna | Gu Bon-gil                                                                 | Oh Sang-uk                                                                  | Ali Pakdaman                                                                                                 | [ 5 ]     |
| Szabla indywidualna | Gu Bon-gil                                                                 | Oh Sang-uk                                                                  | Low Ho Tin                                                                                                   | [ 5 ]     |
| Floret drużynowy    | Korea Południowa · Ha Tae-gyu · Heo Jun · Lee Kwang-hyun · Son Young-ki    | Hongkong · Cheung Ka Long · Ryan Choi · Nicholas Edward Choi · Yeung Chi Ka | Chiny · Huang Mengkai · Li Chen · Ma Jianfei · Shi Jialuo                                                    | [ 6 ]     |
| Floret drużynowy    | Korea Południowa · Ha Tae-gyu · Heo Jun · Lee Kwang-hyun · Son Young-ki    | Hongkong · Cheung Ka Long · Ryan Choi · Nicholas Edward Choi · Yeung Chi Ka | Japonia · Kyosuke Matsuyama · Toshiya Saito · Takahiro Shikine · Kenta Suzumura                              | [ 6 ]     |
| Szpada drużynowa    | Japonia · Kōki Kanō · Kazuyasu Minobe · Satoru Uyama · Masaru Yamada       | Chiny · Dong Chao · Lan Minghao · Shi Gaofeng · Xue Yangdoong               | Korea Południowa · Jung Jin-sun · Kweon Young-jun · Park Kyoung-doo · Park Sang-young                        | [ 7 ]     |
| Szpada drużynowa    | Japonia · Kōki Kanō · Kazuyasu Minobe · Satoru Uyama · Masaru Yamada       | Chiny · Dong Chao · Lan Minghao · Shi Gaofeng · Xue Yangdoong               | Kazachstan · Dmitrij Aleksanin · Elmir Alimżanow · Rusłan Kurbanow · Wadim Szarłajmow                        | [ 7 ]     |
| Szabla drużynowa    | Korea Południowa · Gu Bon-gil · Kim Jung-hwan · Kim Jun-ho · Oh Sang-uk    | Iran · Mojtaba Abedini · Farzad Baher · Ali Pakdaman · Mohammad Rahbari     | Chiny · Lu Yang · Wang Shi · Xu Yingming · Yan Yinghui                                                       | [ 8 ]     |
| Szabla drużynowa    | Korea Południowa · Gu Bon-gil · Kim Jung-hwan · Kim Jun-ho · Oh Sang-uk    | Iran · Mojtaba Abedini · Farzad Baher · Ali Pakdaman · Mohammad Rahbari     | Hongkong · Chi Hin Cyrus Chang · Lam Him Chung · Chak Fung Terence Lee · Low Ho Tin                          | [ 8 ]     |
| Kobiety             |                                                                            |                                                                             | |           |
| Floret indywidualny | Jeon Hee-sook                                                              | Fu Yiting                                                                   | Sera Azuma                                                                                                   | [ 9 ]     |
| Floret indywidualny | Jeon Hee-sook                                                              | Fu Yiting                                                                   | Liu Yan Wai                                                                                                  | [ 9 ]     |
| Szpada indywidualna | Kang Young-mi                                                              | Sun Yiwen                                                                   | Man Wai Vivian Kong                                                                                          | [ 10 ]    |
| Szpada indywidualna | Kang Young-mi                                                              | Sun Yiwen                                                                   | Choi In-jeong                                                                                                | [ 10 ]    |
| Szabla indywidualna | Qian Jiarui                                                                | Shao Yaqi                                                                   | Kim Ji-yeon                                                                                                  | [ 11 ]    |
| Szabla indywidualna | Qian Jiarui                                                                | Shao Yaqi                                                                   | Norika Tamura                                                                                                | [ 11 ]    |
| Floret drużynowy    | Japonia · Sera Azuma · Komaki Kikuchi · Karin Miyawaki · Sumire Tsuji      | Chiny · Chen Qingyuan · Fu Yiting · Huo Xingxin · Shi Yue                   | Singapur · Amita Marie Nicolette Berthier · Xinyi Melanie Huang · Jie Xin Maxine Wong · Yu Rong Tatiana Wong | [ 12 ]    |
| Floret drużynowy    | Japonia · Sera Azuma · Komaki Kikuchi · Karin Miyawaki · Sumire Tsuji      | Chiny · Chen Qingyuan · Fu Yiting · Huo Xingxin · Shi Yue                   | Korea Południowa · Chae Song-oh · Hong Seo-in · Jeon Hee-sook · Nam Hyun-hee                                 | [ 12 ]    |
| Szpada drużynowa    | Chiny · Lin Sheng · Sun Yiwen · Xu Chengzi · Zhu Mingye                    | Korea Południowa · Choi In-jeong · Kang Young-mi · Lee Hye-in · Shin A-lam  | Hongkong · Chu Ka Mong · Kaylin Shi Yan Hsieh · Man Wai Vivian Kong · Yik Hei Coco Lin                       | [ 13 ]    |
| Szpada drużynowa    | Chiny · Lin Sheng · Sun Yiwen · Xu Chengzi · Zhu Mingye                    | Korea Południowa · Choi In-jeong · Kang Young-mi · Lee Hye-in · Shin A-lam  | Japonia · Haruna Baba · Shiori Komata · Kanna Oishi · Ayumi Yamada                                           | [ 13 ]    |
| Szabla drużynowa    | Korea Południowa · Choi Soo-yeon · Hwang Seon-a · Kim Ji-yeon · Yoon Ji-su | Chiny · Ma Yingjia · Qian Jiarui · Shao Yaqi · Yang Hengyu                  | Japonia · Chika Aoki · Shihomi Fukushima · Risa Takashima · Norika Tamura                                    | [ 14 ]    |
| Szabla drużynowa    | Korea Południowa · Choi Soo-yeon · Hwang Seon-a · Kim Ji-yeon · Yoon Ji-su | Chiny · Ma Yingjia · Qian Jiarui · Shao Yaqi · Yang Hengyu                  | Kazachstan · Ajbike Chabibullina · Tamara Poczekutowa · Tatiana Prichodko · Ajgerim Sarybaj                  | [ 14 ]    |

## Tabela medalowa
| Pozycja | Reprezentacja    | Złoto | Srebro | Brąz | Razem |
| ------- | ---------------- | ----- | ------ | ---- | ----- |
| 1.      | Korea Południowa | 6     | 3      | 6    | 15    |
| 2.      | Chiny            | 3     | 6      | 2    | 11    |
| 3.      | Japonia          | 2     | 0      | 6    | 8     |
| 4.      | Kazachstan       | 1     | 0      | 2    | 3     |
| 5.      | Hongkong         | 0     | 2      | 6    | 8     |
| 6.      | Iran             | 0     | 1      | 1    | 2     |
| 7.      | Singapur         | 0     | 0      | 1    | 1     |
| Razem   | Razem            | 12    | 12     | 24   | 48    |